# Gerhard Aigner
Gerhard Aigner (1. září 1943 Řezno, Německá říše – 20. června 2024) byl amatérský německý fotbalista a rozhodčí.
Po ukončení sportovní kariéry se stal fotbalovým funkcionářem. Dlouhou dobu pracoval v UEFA (od roku 1969), v letech 1989–2000 byl generálním sekretářem této organizace, když se stal nástupcem Švýcara Hanse Bangertera.